# Playa de Cala Gat
Cala Gat es una playa situada en el municipio español de Capdepera, parte nororiental de la isla de Mallorca, comunidad autónoma de las Islas Baleares. Es una pequeña cala con total ausencia de servicios e instalaciones.